# Eerste klasse 1949-50 (voetbal België)
Het seizoen 1949/50 van de Belgische Eerste Klasse ging van start in de zomer van 1949 en eindigde in de lente van 1950. De competitie, die onder de naam Ere Afdeling plaatsvond, telde 16 clubs. RSC Anderlecht werd voor de derde keer in de geschiedenis van de club kampioen.

## Gepromoveerde teams
Deze teams waren gepromoveerd uit de Tweede Klasse (deze klasse werd nog Eerste Afdeling genoemd) voor de start van het seizoen:
- R. Stade Louvaniste (kampioen in Eerste Afdeling A)
- RFC Brugeois (kampioen in Eerste Afdeling B)

## Degraderende teams
Deze teams degradeerden naar Tweede Klasse op het eind van het seizoen:
- K. Lyra
- R. Stade Louvaniste

## Titelstrijd
RSC Anderlecht werd kampioen met vijf punten voorsprong op vicekampioen R. Berchem Sport. Derde werd RC Mechelen KM met zeven punten achterstand.

## Degradatiestrijd
Het pas gepromoveerde R. Stade Louvaniste werd afgetekend laatste. De tweede degradant werd K. Lyra dat zelf ook drie punten achterstand had op een drietal ploegen.

## Eindstand
|   |    |                             | P  | W  | G  | V  | +  | -  | DS  | Ptn |
| - | -- | --------------------------- | -- | -- | -- | -- | -- | -- | --- | --- |
| K | 1  | RSC Anderlechtois           | 30 | 19 | 7  | 4  | 76 | 44 | 32  | 45  |
|   | 2  | R. Berchem Sport            | 30 | 17 | 6  | 7  | 68 | 48 | 20  | 40  |
|   | 3  | RC Mechelen KM              | 30 | 17 | 4  | 9  | 76 | 53 | 23  | 38  |
|   | 4  | ARA La Gantoise             | 30 | 15 | 7  | 8  | 55 | 38 | 17  | 37  |
|   | 5  | RFC Malinois                | 30 | 14 | 8  | 8  | 67 | 46 | 21  | 36  |
|   | 6  | R. Antwerp FC               | 30 | 14 | 8  | 8  | 68 | 49 | 19  | 36  |
|   | 7  | RFC Liégeois                | 30 | 13 | 7  | 10 | 74 | 47 | 27  | 33  |
|   | 8  | R. OC de Charleroi          | 30 | 11 | 10 | 9  | 53 | 57 | -4  | 32  |
|   | 9  | R. Beerschot AC             | 30 | 12 | 6  | 12 | 62 | 62 | 0   | 30  |
|   | 10 | R. Racing Club de Bruxelles | 30 | 11 | 8  | 11 | 51 | 61 | -10 | 30  |
|   | 11 | R. Charleroi SC             | 30 | 7  | 9  | 14 | 44 | 73 | -27 | 23  |
|   | 12 | R. Tilleur FC               | 30 | 4  | 14 | 12 | 33 | 44 | -11 | 22  |
|   | 13 | R. Standard Club Liège      | 30 | 8  | 6  | 16 | 51 | 69 | -18 | 22  |
|   | 14 | RFC Brugeois                | 30 | 9  | 4  | 17 | 43 | 60 | -17 | 22  |
| D | 15 | K. Lyra                     | 30 | 7  | 5  | 18 | 51 | 81 | -30 | 19  |
| D | 16 | R. Stade Louvaniste         | 30 | 4  | 7  | 19 | 46 | 85 | -39 | 15  |

P: wedstrijden gespeeld, W: wedstrijden gewonnen, G: gelijke spelen, V: wedstrijden verloren, +: gescoorde doelpunten, -: doelpunten tegen, DS: doelsaldo, Ptn: totaal punten
K: kampioen, D: degradeert

## Topschutter
| Scorer          | Goals | Team             |        |
| --------------- | ----- | ---------------- | ------ |
| Jef Mermans     | 37    | RSC Anderlecht   | België |
| Albert De Hert  | 26    | R. Berchem Sport | België |
| Jozef Mannaerts | 25    | RC Mechelen KM   | België |

1895/96 · 1896/97 · 1897/98 · 1898/99 · 1899/00 · 1900/01 · 1901/02 · 1902/03 · 1903/04 · 1904/05 · 1905/06 · 1906/07 · 1907/08 · 1908/09 · 1909/10 · 1910/11 · 1911/12 · 1912/13 · 1913/14 · 1914/15 · 1915/16 · 1916/17 · 1917/18 · 1918/19 · 
1919/20 · 1920/21 · 1921/22 · 1922/23 · 1923/24 · 1924/25 · 1925/26 · 1926/27 · 1927/28 · 1928/29 · 1929/30 · 1930/31 · 1931/32 · 1932/33 · 1933/34 · 1934/35 · 1935/36 · 1936/37 · 1937/38 · 1938/39 · 1939/40 · 1940/41 · 1941/42 · 1942/43 · 1943/44 · 1944/45 · 1945/46 · 1946/47 · 1947/48 · 1948/49 · 1949/50 · 1950/51 · 1951/52 · 1952/53 · 1953/54 · 1954/55 · 1955/56 · 1956/57 · 1957/58 · 1958/59 · 1959/60 · 1960/61 · 1961/62 · 1962/63 · 1963/64 · 1964/65 · 1965/66 · 1966/67 · 1967/68 · 1968/69 · 1969/70 · 1970/71 · 1971/72 · 1972/73 · 1973/74 · 1974/75 · 1975/76 · 1976/77 · 1977/78 · 1978/79 · 1979/80 · 1980/81 · 1981/82 · 1982/83 · 1983/84 · 1984/85 · 1985/86 · 1986/87 · 1987/88 · 1988/89 · 1989/90 · 1990/91 · 1991/92 · 1992/93 · 1993/94 · 1994/95 · 1995/96 · 1996/97 · 1997/98 · 1998/99 · 1999/00 · 2000/01 · 2001/02 · 2002/03 · 2003/04 · 2004/05 · 2005/06 · 2006/07 · 2007/08 · 2008/09 · 2009/10 · 2010/11 · 2011/12 · 2012/13 · 2013/14 · 2014/15 · 2015/16 · 2016/17 · 2017/18 · 2018/19 · 2019/20 · 2020/21· 2021/22 · 2022/23 · 2023/24 · 2024/25